# Bellegarde, Gard
Bellegarde (Castrum Bellae-Gardae, okcitansko Bèlagarda) je naselje in občina v francoskem departmaju Gard regije Languedoc-Roussillon. Leta 2008 je naselje imelo 6.183 prebivalcev.

## Geografija
Kraj leži v pokrajini Languedoc ob vodnem kanalu Rona-Sète, 17 km jugovzhodno od Nîmesa.

## Uprava
Občina Bellegarde skupaj s sosednjimi občinami Beaucaire, Fourques, Jonquières-Saint-Vincent in Vallabrègues sestavlja kanton Beaucaire; slednji se nahaja v okrožju Nîmes.

## Zanimivosti
- priorstvo Saint-Vincent-de-Broussan iz 11. do 15. stoletja,
- rimski akvedukt iz druge polovice 1. stoletja,
- stolp iz 12. stoletja.

## Pobratena mesta
- Gersfeld (Hessen, Nemčija);